# Próxima Estación: Esperanza
Próxima Estación: Esperanza va ser el segon disc en solitari d'en Manu Chao, antic cantant i líder de la banda hispano-francesa Mano Negra. Va ser publicat l'any 2001 i se'l va considerar germà de l'anterior disc, Clandestino, de manera que el seu èxit no va ser tan aclaparador com aquell.

## Llista de cançons
1. Merry Blues
2. Bixo
3. El Dorado 1997
4. Promiscuity
5. La Primavera
6. Me Gustas Tú
7. Denia
8. Mi Vida
9. Trapped By Love
10. Le Rendez Vous
11. Mr. Bobby
12. Papito
13. La Chinita
14. La Marea
15. Homens
16. La Vacaloca
17. Infinita Tristeza